# Suojelupoliisi
Suojelupoliisi (Schutzpolizei) (kurz Supo, schwedisch Skyddspolisen) ist die für den Staatsschutz zuständige Sicherheitspolizei und zugleich der zivile Nachrichtendienst Finnlands mit 580 Mitarbeitern (2024) mit Sitz in Helsinki.
Die Supo untersteht direkt dem finnischen Innenministerium. Zu ihren Aufgaben zählen Spionageabwehr und Geheimnisschutz, Terrorismusbekämpfung und die Überwachung von Extremisten ebenso wie die Sicherheit des Landes. Die Supo darf auch nachrichtendienstliche Mittel anwenden, betreibt aber keine aktive Spionage.

## Geschichte

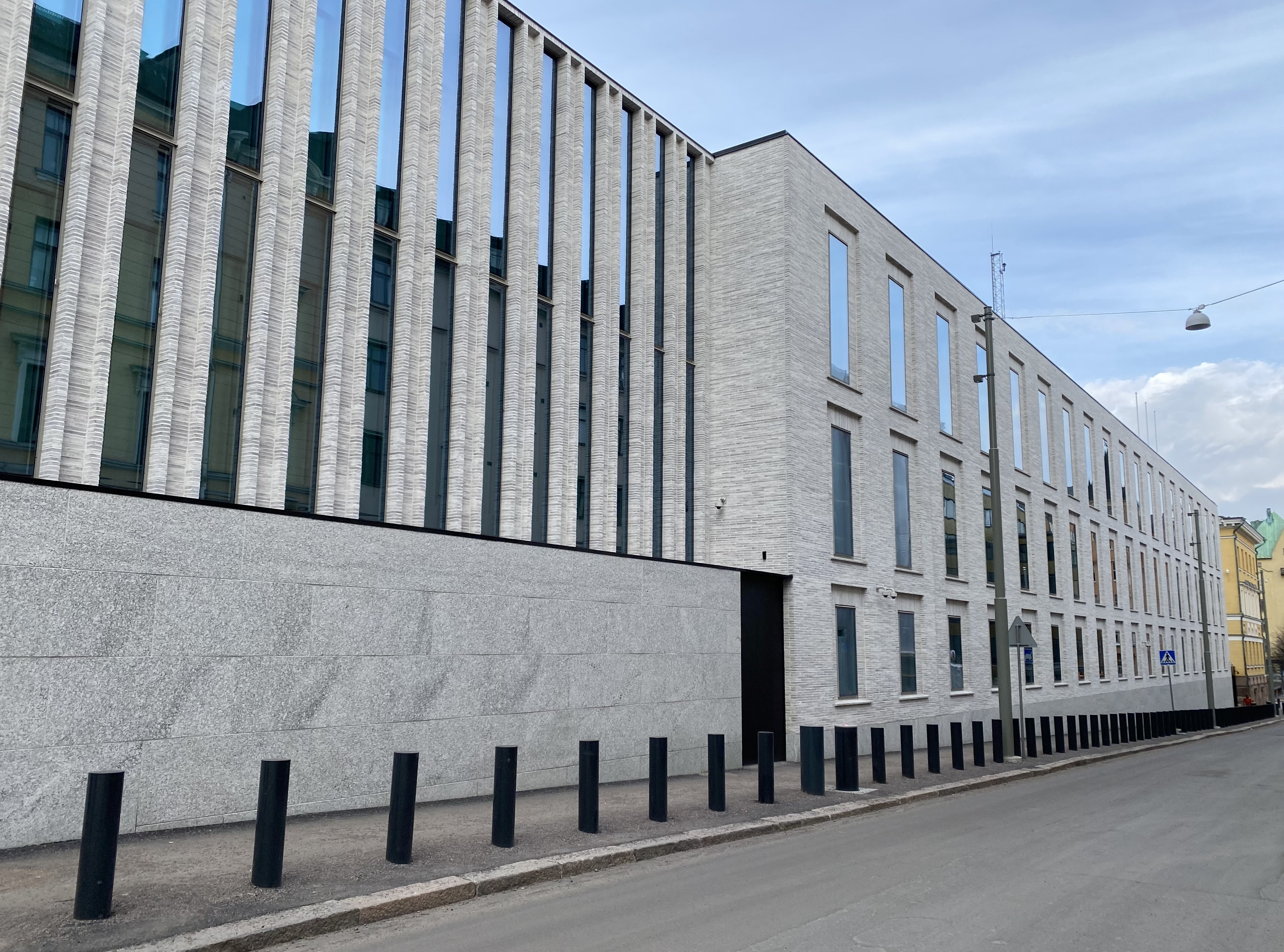
Suojelupoliisi Hauptquartier in Kaartinkaupunki, Helsinki

In Finnland gab es seit 1919 vorläufige Behörden mit sicherheitsdienstlichen Aufgaben. Die Eingliederung von Sicherheitsdiensten in die Polizeikräfte eines Landes ist eine nordische Eigenart. In den meisten Ländern existieren Trennungen zwischen Polizeikräften und Nachrichtendiensten.
Die Supo wurde 1949 als Nachfolger der von 1945 bis 1948 kommunistisch dominierten Staatspolizei (Valtiollinen poliisi, „Punainen Valpo“) gegründet. 1947 hatte die finnische Regierung einen Untersuchungsausschuss, das Ahlbäck-Komitee eingerichtet, der die Aktivitäten der „Roten Valpo“ untersuchte. In den Wahlen im Juli 1948 erlitt die kommunistische Partei eine Niederlage und verließ die Regierung.
Auf der Basis verschiedener Untersuchungsberichte löste die sozialdemokratische Minderheitsregierung von Karl-August Fagerholm die Valpo von ihren sicherheitsdienstlichen Aufgaben ab und gründete dafür die Suojelupoliisi. Das Parlament bestätigte die Reorganisation und das Gesetz trat am 17. Dezember 1948 in Kraft. Valpo übernahm Aufgaben als Ausländerpolizei und wandelte sich seither zum heutigen Grenzschutz.
Die Befugnisse der Supo waren stark eingeschränkt, so durften Beamte des Dienstes beispielsweise keine Verhaftungen vornehmen und der Dienst durfte selbständig keine Ermittlungen einleiten. Selbstverständlich durfte Supo auch keine Telefonate abhören oder Auslandsspionage betreiben. Wenn tatsächlich Ermittlungen erforderlich waren, so führte die finnische Staatspolizei diese bis 1989 aus.
Das Personal der Supo stammte aus den normalen Polizeikräften.
Die wichtigste Aufgabe der Supo war in der Anfangszeit die Überwachung kommunistischer Aktivitäten. Daneben wurde auch Spionageabwehr, vor allem zur Abwehr von Agenten der damaligen Sowjetunion betrieben, wobei immer Diskretion und Vorsicht geboten waren.
In den 1950er Jahren wurden die Aufgaben der Supo stärker differenziert und die Büros Spionageabwehr, Sicherheit und technischer Dienst ins Leben gerufen. In den 1970er Jahren nahm die Terrorismusabwehr einen immer größer werdenden Stellenwert ein und erweiterte das Aufgabengebiet der Supo. Mit dem Zusammenbruch der Sowjetunion 1991 entwickelten sich die Funktionen weiter, insbesondere die innere Sicherheit.
1982 wurden aus den Büros Abteilungen und die Gliederung umfasste:
- Überwachung (Surveillance Dept.)
- Sicherheit (Security Dept.)
- Technik (Technical Dept.) und
- Allgemeine Angelegenheiten (General Affairs Dept.)

Ab dem 1. Januar 1989 wurden der Supo alle polizeilichen Rechte, also Verhaftungen und eigenständige Ermittlungen zugestanden. Anfangs waren diese Rechte noch auf die Direktoren und deren Stellvertreter beschränkt, später übernahmen hohe Beamte diese Rechte.
1992 wurde die Supo in drei funktionale Bereiche umstrukturiert: Sicherheit, Spionageabwehr und Entwicklung & Unterstützung, die weiter in Büros und Einheiten gegliedert wurden. Das Sekretariat wurde direkt dem Direktor der Supo unterstellt.
Mit dem Beitritt Finnlands zur Europäischen Union 1995 nahmen die internationalen Aufgaben der Supo zu. Die finnischen EU-Präsidentschaften 1999 und 2006 erforderten vermehrt Personenschützer für ausländische Staatsgäste. Schon Seppo Tiitinen hatte die Beziehungen zu englischen und amerikanischen Nachrichtendiensten verstärkt. Unter der Leitung von Eero Kekomäki trat die Supo dem Berner Club bei. Unter Seppo Nevala nahmen die Beziehungen zu und zum ersten Mal wurde Finnland Gastgeber einer Sicherheitskonferenz.
2002 wurden die Sicherheitsarbeit der Supo und Sicherheitsfreigaben für wichtige Positionen durch das Parlament klarer definiert. Nach dem Abklingen der Bedrohung durch kommunistische Kräfte wurde die Aufmerksamkeit gegenüber sonstigen extremistischen Kräften verstärkt, die teilweise auch aus dem Ausland agieren.
2004 wurde der Dienst erneut umstrukturiert in eine operative, eine präventive und eine strategische Linie. In der operativen Linie wurden Spionage- und Terrorismusabwehr und Überwachung zusammengefasst, nachdem die Aufgaben in Folge der Terroranschläge am 11. September 2001 stark zugenommen hatten. Die präventive Linie wurde mit dem Personenschutz und Inlandssicherheit beauftragt und führte Untersuchungen durch. Insbesondere der Schutz des Ministerpräsidenten und, sofern erforderlich, von Kabinettsmitgliedern wurde seit 2000 zunehmend wichtig. Der Schutz des Präsidenten liegt aber weiterhin im Aufgabenbereich der Verkehrspolizei. In der strategischen Linie werden Administration, eine Datenverwaltungseinheit sowie Forschung und Entwicklung organisiert.
2005 wurde ein Beratungsgremium eingerichtet, in dem primär die internationalen Beziehungen der Supo gepflegt wurden, eine Legal-Aufsicht und Beratung für das Parlament. Ab 2007 übernahm die Supo auch das 24/7 Situation Centre des Büros des Ministerpräsidenten (vergleichbar mit dem Bundeskanzleramt).

## Leiter der Supo
1. bis Mai 1949 Aatto Virta (Geschäftsführender Direktor)
2. 1949–1972 Armas Alhava
3. 1972–1978 Arvo Pentti
4. 1978–1990 Seppo Tiitinen
5. 1990–1996 Eero Kekomäki
6. 1996–2007 Seppo Nevala
7. 2007–2011 Ilkka Salmi[3]
8. 2011–2024 Antti Pelttari[2]
9. ab 2024 Juha Martelius[4]